# Kanumarathon-Weltmeisterschaften 2011
Die 19. Kanumarathon-Weltmeisterschaften fanden vom 22. bis 23. Oktober 2011 in Singapur statt. Der austragende Verband war die ICF.
Die Länge der Strecke betrug 25,8 km, beim Männer-Kajak 30,1 km.
Es wurden vier Wettbewerbe für Männer und zwei Wettbewerbe für Frauen ausgetragen.

## Medaillengewinner

### Herren

#### Canadier
| Disziplin | Gold                             | Zeit      | Silber                                 | Zeit      | Bronze                                 | Zeit      |
| --------- | -------------------------------- | --------- | -------------------------------------- | --------- | -------------------------------------- | --------- |
| C1        | Deutschland Matthias Ebhardt     | 2:13:12 h | Spanien Manuel Antonio Campos          | 2:16:03 h | Spanien David Mosquera                 | 2:16:06 h |
| C2        | Ungarn Attila Gyore Marton Kover | 2:01:57 h | Ukraine Eduard Shemetylo Oleksii Shpak | 2:02:37 h | Polen Mateusz Kamiński Bartosz Pławski | 2:05:11 h |

#### Kajak
| Disziplin | Gold                                   | Zeit      | Silber                                | Zeit      | Bronze                                | Zeit      |
| --------- | -------------------------------------- | --------- | ------------------------------------- | --------- | ------------------------------------- | --------- |
| K1        | Südafrika Hank McGregor                | 2:16:11 h | Tschechien Petr Jambor                | 2:16:12 h | Ungarn Mate Petrovics                 | 2:16:13 h |
| K2        | Spanien Walter Bouzan Álvaro Fernández | 2:05:46 h | Frankreich Romain Marcaud Edwin Lucas | 2:06:04 h | Tschechien Jakub Adam Michael Odvarko | 2:06:08 h |

### Damen

#### Kajak
| Disziplin | Gold                               | Zeit      | Silber                                  | Zeit      | Bronze                           | Zeit      |
| --------- | ---------------------------------- | --------- | --------------------------------------- | --------- | -------------------------------- | --------- |
| K1        | Ungarn Renáta Csay                 | 2:05:55 h | Italien Anna Alberti                    | 2:07:36 h | Tschechien Anna Adamova          | 2:08:36 h |
| K2        | Ungarn Renáta Csay Ramóna Farkasdi | 2:00:24 h | Ungarn Krisztina Bedoecs Alexandra Bara | 2:00:31 h | Spanien María Pérez Naiara Gómez | 2:00:32 h |

## Medaillenspiegel
| Rang   | Nation      | Gold | Silber | Bronze | Gesamt |
| ------ | ----------- | ---- | ------ | ------ | ------ |
| 1      | Ungarn      | 3    | 1      | 1      | 5      |
| 2      | Spanien     | 1    | 1      | 2      | 4      |
| 3      | Südafrika   | 1    | 0      | 0      | 1      |
| 3      | Deutschland | 1    | 0      | 0      | 1      |
| 5      | Tschechien  | 0    | 1      | 2      | 3      |
| 6      | Frankreich  | 0    | 1      | 0      | 1      |
| 6      | Italien     | 0    | 1      | 0      | 1      |
| 6      | Ukraine     | 0    | 1      | 0      | 1      |
| 9      | Polen       | 0    | 0      | 1      | 1      |
| Gesamt | Gesamt      | 6    | 6      | 6      | 18     |